# Inter Oecumenici
Inter Oecumenici is de eerste van vijf instructies ‘betreffende de juiste uitvoering van de Constitutie over de Liturgie van het Tweede Vaticaans Concilie’ (bij Sacrosanctum Concilium, art. 36). Ze verscheen op 26 september 1964.
De vijf instructies zijn :
1. Inter Oecumenici (26 september 1964)
2. Tres abhinc annos (4 mei 1967)
3. Liturgicae instaurationes (5 september 1970)
4. Varietates legitimae (25 januari 1994)
5. Liturgiam Authenticam (28 maart 2001)